# Kyoko Nozaki
Kyoko Nozaki (* 1964) ist eine japanische Chemikerin und Hochschullehrerin an der Universität Tokio (Metallorganische Chemie, homogene Katalyse, Makromolekulare Chemie).
Kyoko Nozaki studierte an der Universität Kyōto mit dem Bachelor-Abschluss in Chemieingenieurwesen 1986 und der Promotion 1991 bei K. Utimoto (Dissertation Studies on Triethylborane Induced Radical Reactions with Hydrides of Group14 Elements), war dort 1991 bis 1999 Instructor und 1999 bis 2002 Assistenzprofessor und wurde 2002 Assistenzprofessor und 2003 Professor an der Universität Tokio.
Sie befasst sich mit metallorganischer Chemie (chirale Übergangsmetallkomplexe für asymmetrische Katalyse, neue organische Transformationen mit organometallischen Verbindungen), Chemie organischer Borverbindungen und Polymerkatalyse.
2008 erhielt sie den Saruhashi Preis für japanische Naturwissenschaftlerinnen. 2012 war sie Organometallics Lecturer der American Chemical Society, 2013 Schlenk Lecturer, 2015 Tarrant Lecturer an der Universität Florida und 2015 erhielt sie den Arthur K. Doolittle Award der American Chemical Society (für Coordination Copolymerization of Olefins with Polar Monomers Catalyzed Pd Complexes of Unsymmetrical Bidentate Ligands). Außerdem erhielt sie 2008 den Mukaiyama Award der japanischen Gesellschaft für synthetische organische Chemie, 2009 den Catalysis Science Award von Mitsui Chemicals und die Nagoya Silbermedaille. 2018 war sie Karl Ziegler Gastprofessor am Max-Planck-Institut für Kohlenforschung (Vortrag: Coordination copolymerization of propylene with polar monomers). Sie hielt 2019 einen Plenarvortrag (die August-Wilhelm-von-Hofmann-Vorlesung) auf dem GDCh-Wissenschaftsforum Chemie (Toward Efficient Utilization of Renewable Resources). Für 2021 wurde Nozaki der UNESCO-L’Oréal-Preis zugesprochen. Ebenfalls 2021 wurde sie in die American Academy of Arts and Sciences gewählt, 2024 zum Mitglied der National Academy of Sciences und zum Auswärtigen Mitglied der Royal Society.

## Schriften (Auswahl)
- mit K. Oshima, K. Uchimoto: Et3B-induced radical addition of R3SnH to acetylenes and its application to cyclization reaction, Journal of the American Chemical Society, Band 109, 1987, S. 2547–2549
- mit N. Sakai, S. Mano, H. Takaya: Highly enantioselective hydroformylation of olefins catalyzed by new phosphine phosphite-rhodium (I) complexes, Journal of the American Chemical Society, Band 115, 1993, S. 7033–7034
- mit N. Sato, H. Takaya: Highly enantioselective alternating copolymerization of propene with carbon monoxide catalyzed by a chiral phosphine-phosphite-palladium (II) complex, Journal of the American Chemical Society, Band 117, 1995, S. 9911–9912
- mit N. Sakai u. a.: Highly enantioselective hydroformylation of olefins catalyzed by rhodium (I) complexes of new chiral phosphine− phosphite ligands, Journal of the American Chemical Society, Band 119, 1997, S. 4413–4423
- mit K. Mashima u. a.: Cationic BINAP-Ru (II) Halide Complexes: Highly Efficient Catalysts for Stereoselective Asymmetric Hydrogenation of. alpha.-and. beta.-Functionalized Ketones, Journal of Organic Chemistry, Band 59, 1994, S. 3064–3076
- mit Y. Segawa, M. Yamashita: Boryllithium: isolation, characterization, and reactivity as a boryl anion, Science, Band 314, 2006, S. 113–115
- mit T. Kamada, K. Nozaki: Selective Formation of Polycarbonate over Cyclic Carbonate: Copolymerization of Epoxides with Carbon Dioxide Catalyzed by a Cobalt (III) Complex with a Piperidinium End-Capping Arm, Angewandte Chemie Int. Edition, Band 45, 2006, S. 7274–7277
- mit Y. Segawa, Y. Suzuki, M. Yamashita: Chemistry of boryllithium: synthesis, structure, and reactivity, Journal of the American Chemical Society, Band 130, 2008, S.  16069–16079
- mit R. Tanaka u. a.: Catalytic hydrogenation of carbon dioxide using Ir (III)− pincer complexes, Journal of the American Chemical Society, Band 131, 2009, S. 14168–14169
- mit A. Nakamura, S. Ito: Coordination− insertion copolymerization of fundamental polar monomers, Chemical Reviews, Band 109, 2009, s. 5215–5244
- mit R. Tanaka u. a.: Mechanistic studies on the reversible hydrogenation of carbon dioxide catalyzed by an Ir-PNP complex, Organometallics, Band 30, 2011, S. 6742–6750